# ブリンダヴァン急行

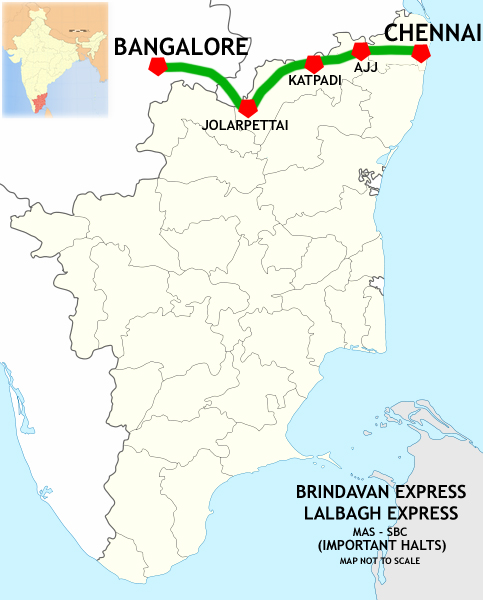
路線図

ブリンダヴァン急行（英語: Brindavan Express）は、インド鉄道が運営する急行列車の1つ。チェンナイとベンガルールを結び、1964年に営業運転を開始した歴史の長い列車である。

## 概要
チェンナイのチェンナイ中央駅とベンガルールのクランティヴィラ・サンゴリ・ラヤンナ・ベンガルール駅を結ぶ列車として、1964年10月1日から営業運転を開始した急行列車。名称の由来はマイスール郊外にあるブリンダヴァン庭園（Brindavan Gardens）である。当初は途中停車駅を3箇所に制限し、座席も完全予約制とするなど同区間における最上位の列車であったが、以降は自由席の設定や停車駅の増加などの措置が取られている。
使用車両は2021年以降、従来のICF客車から安全性や快適性を高めたLHB客車に変更され、2010年代後半以降一時的に編成から外されていた厨房車（Pantry Car）も再度連結されている。牽引する機関車については運行開始当初は蒸気機関車、1966年からはディーゼル機関車が用いられた後、1992年以降は電気機関車が使われている。

## 関連列車
- チェンナイ - ベンガルール（バンガロール）間の急行列車[2]
  - ラールバーグ急行（Lalbagh Express）
  - チェンナイ・セントラル-ベンガルール・シティ・シャターブディー急行（英語版）（Chennai Central–Bengaluru City Shatabdi Express）
  - チェンナイ-バンガロール・ダブルデッカー急行（英語版）（Chennai–Bangalore Double Decker Express）